# Argenteis hastis pugnare

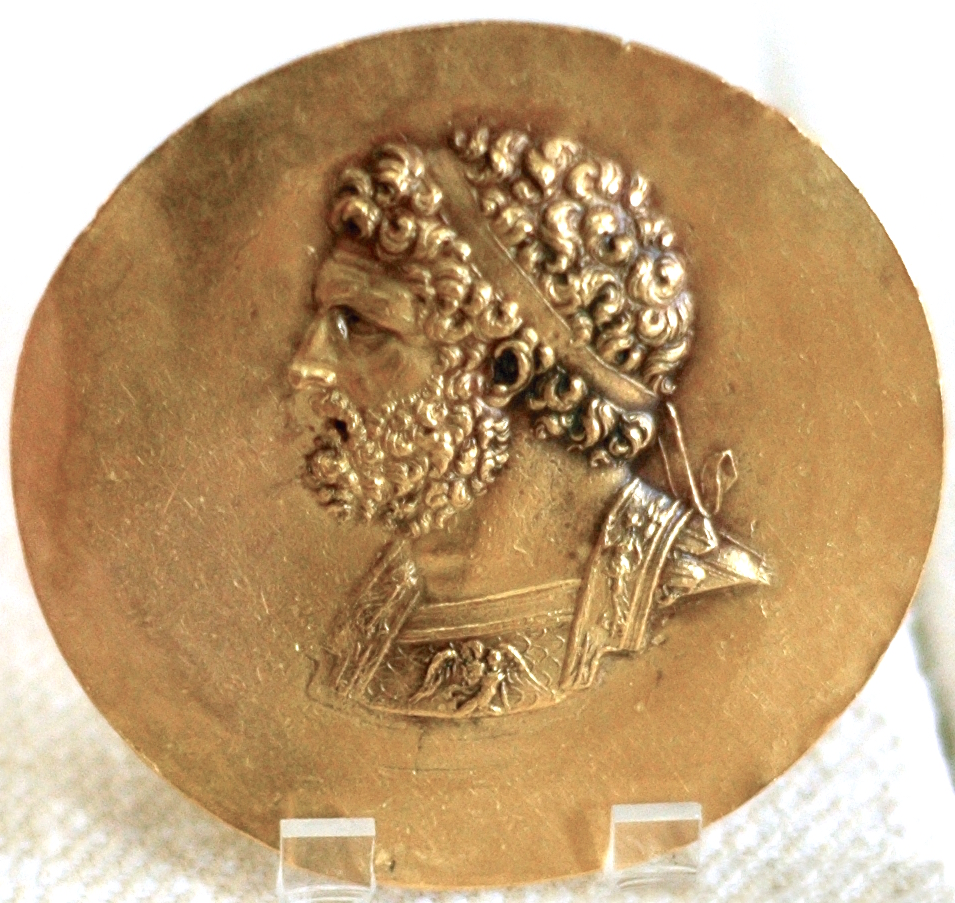
Филипп II Македонский, которому были предсказаны победы с помощью серебряных копий

Argenteis hastis pugnare — латинское крылатое выражение. Дословно переводится как «сражаться серебряными копьями». Означает добиваться своего путём подкупа.
Поговорку связывают с ответом Пифии, жрицы храма Аполлона в Дельфах, на вопрос царя Македонии Филиппа, отца Александра Великого, как добиться победы над соседними державами: «Сражайся серебряными копьями, и ты везде победишь». Впоследствии Филипп, раньше соседей начавший чеканить золотую монету, подчинял один за другим греческие города, говоря, что нет такой неприступной крепости, куда не смог бы войти ослик, навьюченный золотом.
Родственное английское выражение — «Золотая кавалерия святого Георгия (англ. Golden Cavalry of St George)».